# السويداء (حبيش)

تعديل مصدري - تعديل

السويداء محلة تابعة لقرية الاصيلاب، التابعة لعزلة نقيل العقاب بمديرية حبيش إحدى مديريات محافظة إب في الجمهورية اليمنية، بلغ تعداد سكانها 23 حسب تعداد اليمن لعام 2004.